# Schalenbach
Schalenbach ist ein Ort von 106 Ortschaften der Gemeinde Reichshof im Oberbergischen Kreis im nordrhein-westfälischen Regierungsbezirk Köln in Deutschland. Schalenbach bildet gemeinsam mit Heseln ein Doppeldorf.

## Lage und Beschreibung
Schalenbach liegt südlich der Wiehltalsperre, die nächstgelegenen Zentren sind Gummersbach (29 km nordwestlich), Köln (67 km westlich) und Siegen (40 km südöstlich).

## Geschichte

### Erstnennung
1487 wurde der Ort das erste Mal urkundlich erwähnt und zwar „Johan van Schallenbach ist in der Darlehnsliste für Herzog Wilhelm III. von Berg aufgeführt.“
Die Schreibweise der Erstnennung war Schallenbach.
In der Quellmulde des Schalenbachs gelegen. Das Doppeldorf lag im Mittelalter weitab der Handelswege und wurde erst sehr spät an das Straßennetz angeschlossen. Um 1713 wohnte im Ort der Richter Arnold Schallenbach des Amtes Windeck.
| Bevölkerungsentwicklung | Bevölkerungsentwicklung |
| Jahr                    | Einwohner               |
| ----------------------- | ----------------------- |
| 1946                    | 84                      |
| 1991                    | 59                      |
| 2005                    | 64                      |
| 2008                    | 70                      |
| 2017                    | 57                      |
| 2018                    | 57                      |
| 2019                    | 53                      |